# Giovanni di Garlandia
Giovanni di Garlandia (Johannes de Garlandia) (1180 circa – 1258 circa) è stato un poeta e grammatico inglese.

## Biografia
Dopo gli studi a Oxford e a Parigi, (post 1195 circa) con Alano di Lilla, insegnò a Tolosa (dal 1229 al 1231), poi a Parigi (dal Clos de Garlande, il quartiere più antico di Parigi, deriva il soprannome del poeta).
Fu autore di numerose opere, per lo più in versi: oltre a quelle legate alla sua attività di insegnante di grammatica, come il Compendium grammaticae (in 4000 esametri circa) e il Cornutus (o Distigium), ve ne sono di argomento religioso, alcune dedicate al culto della Vergine Maria e altre all'istituzione ecclesiastica (il De triumphis Ecclesiae, poema in otto libri terminato verso il 1245, ma anche il De mysteriis Ecclesiae).
Spicca per profondità la riflessione teorica sulle tecniche della versificazione e della scrittura prosastica affrontate dal suo De arte prosayca, metrica et rithmica.
La sua opera più conosciuta è un trattatello in versi sull'arte retorica, il Poetria, una guida alla compilazione di opere di poesia e di prosa, in cui si occupa in particolare di ars dictandi.
Quasi certa è l'attribuzione a Giovanni di un commento allegorico-esegetico alle Metamorfosi di Ovidio (gli Integumenta super Ovidii Metamorphosin, ripubblicato  nel 1933), attribuito dai manoscritti ad un Johannes Anglicus. L'opera cronologicamente sta tra un altro commento di Arnolfo di Orléans e l'Ovidius moralizatus di Pierre Bersuire.